# Liste der Kulturdenkmale in Seelitz

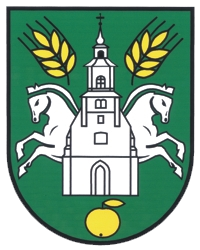
Wappen von Seelitz

In der Liste der Kulturdenkmale in Seelitz sind die Kulturdenkmale der sächsischen Gemeinde Seelitz verzeichnet, die bis März 2024 vom Landesamt für Denkmalpflege Sachsen erfasst wurden (ohne archäologische Kulturdenkmale). Die Anmerkungen sind zu beachten.
Diese Aufzählung ist eine Teilmenge der Liste der Kulturdenkmale im Landkreis Mittelsachsen.

## Seelitz
| Bild                                    | Bezeichnung | Lage                           | Datierung                                                                        | Beschreibung | ID       |
| --------------------------------------- | --- | ------------------------------ | -------------------------------------------------------------------------------- | --- | -------- |
| Weitere Bilder                          | St.-Annen-Kirche und Kirchhof Seelitz (Sachgesamtheit) | Kolkauer Straße (Karte)        | 1516–1529                                                                        | Sachgesamtheit St.-Annen-Kirche und Kirchhof Seelitz, mit folgenden Einzeldenkmalen: Dorfkirche mit Ausstattung sowie Kirchhof mit Kirchhofsmauer,Kriegerdenkmal für die im Ersten Weltkrieg gefallenen Dorfbewohner, auch der umliegenden Gemeinden sowie verschiedene Grabmäler u. a. Gräber der Seelitzer Pfarrer (09299932), weiterhin Leichenhalle und Einfassungsmauer (Sachgesamtheitsteile); Anlage von großer ortsgeschichtlicher und ortsbildprägender Bedeutung | 09299934 |
| Weitere Bilder                          | Dorfkirche mit Ausstattung sowie Kirchhof mit Kirchhofsmauer, Kriegerdenkmal für die Gefallenen des Ersten Weltkrieges, elf Gräbern für Pfarrer und Kantoren sowie anonymes Grab in Form eines Baumstumpfes und Grabmal Familie Anders Jentzsch (Einzeldenkmale der Sachgesamtheit 09299934) | Kolkauer Straße (Karte)        | 1516–1529 (Kirche); um 1500 (Annenaltar); 1771 (Kanzel und Altar); 1920 (Glocke) | Einzeldenkmale der Sachgesamtheit St.-Annen-Kirche und Kirchhof Seelitz; landschaftsprägende Kirche und alter Dorffriedhof mit bemerkenswerten Gräbern für Pfarrer und Kantoren von großer regionalhistorischer und landschaftsprägender Bedeutung | 09235785 |
| Weitere Bilder                          | Straßenbrücke über den Erlbach und Sühnekreuz (am Südufer) | Kolkauer Straße (Karte)        | 16. Jahrhundert (Mord- und Sühnekreuz); um 1900 (Straßenbrücke)                  | Regionalhistorische Bedeutung | 08955098 |
| Direkt Bild zu diesem Denkmal hochladen | Altes Spritzenhaus | Kolkauer Straße (Karte)        | Anfang 19. Jahrhundert                                                           | Großer sozialgeschichtlicher Wert, sehr selten in dieser Gestaltung. Walmdach, massiv, eingeschossig, quadratischer Grundriss. | 09235814 |
| Direkt Bild zu diesem Denkmal hochladen | Zwei Seitengebäude, Pflasterung für Pferdegöpel im Hof, drei Torpfeiler und Feldscheune eines Vierseithofes | Kolkauer Straße 1 (Karte)      | Nach 1822                                                                        | Bau- und sozialgeschichtlich sowie städtebaulich bedeutsames Ensemble. Nach Brand wieder aufgebaut. - straßenseitiges Seitengebäude: Fachwerk im Erdgeschoss, Mitteldrehflügelfenster, Garageneinbauten, vorkragendes Satteldach mit Heuaufzug - 2. Seitengebäude: Verbindungsgang zum Wohnhaus, Fachwerk-Obergeschoss, Erdgeschoss massiv, Remisen, Krüppelwalmdach, Mitteldrehflügelfenster, Schiebefenster, Holzläden, im Erdgeschoss verändert, Remisen mit Holzständern auf Steinfundamenten, Porphyrzaunspfeiler - Feldscheune: Fachwerk, nach 1800, Krüppelwalmdach, sehr guter Originalbestand, Porphyrgewände am Kellereingang | 09235817 |
| Direkt Bild zu diesem Denkmal hochladen | Scheune eines kleinen Dreiseithofes | Kolkauer Straße 3 (Karte)      | 1859 Inschrift                                                                   | Städtebaulich markantes kleines Fachwerkgebäude. Fachwerk mit Drempel, Satteldach, sehr guter Originalbestand. | 09235816 |
|                                         | Ehemaliger Gasthof Seelitz mit Gaststubenausstattung | Kolkauer Straße 4 (Karte)      | Bezeichnet mit 1833 am Türportal                                                 | Städtebaulich markantes Fachwerkgebäude von bau- und sozialgeschichtlicher Bedeutung. Datiert am Türportal, Erdgeschoss massiv, schöne Porphyrgewände, schlichte, aber originale Fachwerkkonstruktion, wichtig für Ortsbild, Innenausstattung der Gaststube erhalten. | 09235815 |
| Weitere Bilder                          | Ehemalige Kirchschule, heute Wohnhaus | Kolkauer Straße 9 (Karte)      | 1838–1841                                                                        | Fachwerkbau mit massivem Anbau, Porphyrtuffgliederungen, orts- und baugeschichtliche Bedeutung. Massiv, Tür- und Fenstergewände um 1800, Krüppelwalmdach, Fachwerk-Obergeschoss verputzt. | 09235787 |
| Weitere Bilder                          | Pfarrhaus und Seitengebäude, heute „Kirchlicher Dienst auf dem Lande“, und Torbogen des Pfarrhofes | Kolkauer Straße 10, 11 (Karte) | Bezeichnet mit 1739                                                              | Orts- und baugeschichtlicher sowie städtebaulicher Wert. - Pfarrhaus: am Türportal datiert, Kartusche, Schlussstein, Stichpogenportal, Porphyrfenster- und -türgewände, Fachwerk-Obergeschoss, Stall mit Kreuzgewölbe und Inschriften an den Wänden in altdeutscher Schrift - Seitengebäude: Fachwerk-Obergeschoss, Erdgeschoss massiv, um 1800, Fenster mit Korbbögen, Keller, Fachwerk-Obergeschoss verputzt, Krüppelwalmdach verschiefert | 09235788 |
| Direkt Bild zu diesem Denkmal hochladen | Zwei Seitengebäude und Scheune eines Vierseithofes und Reste der Hofpflasterung (für ehemaligen Pferdegöpel) | Kolkauer Straße 13 (Karte)     | 1787 (Seitengebäude); um 1800 (Scheune)                                          | Bau- und sozialgeschichtlicher Wert. - 1. Seitengebäude: Heuboden, Tür im Obergeschoss, großes Tor - Scheune: Fachwerk-Drempel, Satteldach - 2. Seitengebäude: Garageneinbauten im massiven Erdgeschoss, Reste Fachwerk im Erdgeschoss, Krüppelwalmdach, Drehflügelfenster (in Mitte), Steinpflasterung vor Göpelbetrieb | 09235813 |
| Direkt Bild zu diesem Denkmal hochladen | Seitengebäude eines ehemaligen Vierseithofes | Kolkauer Straße 16 (Karte)     | Vor 1800                                                                         | Zeittypisches Fachwerkgebäude von städtebaulichem und baugeschichtlichem Wert. Fachwerk-Obergeschoss, strebenreich, gezapfte Holzverbindungen, altes Schiebefenster um 1800, Erdgeschoss massiv, Garageneinbau, überkragendes Satteldach, originale Türen, Reste Fachwerk auch im Erdgeschoss. | 09235812 |
| Direkt Bild zu diesem Denkmal hochladen | Wohnhaus und Seitengebäude eines Vierseithofes | Kolkauer Straße 17 (Karte)     | Um 1800                                                                          | Traditionelle Fachwerkhäuser von städtebaulichem sowie sozialgeschichtlichem Wert. Fachwerk-Obergeschoss, Erdgeschoss massiv, Satteldächer, ein Gebäude im Erdgeschoss stärker verändert, das andere Gebäude guter Originalzustand, verbretterter Giebel. | 09235789 |
|                                         | Wohnstallhaus und Seitengebäude eines Vierseithofes | Kolkauer Straße 18 (Karte)     | Um 1800                                                                          | Zeittypische Fachwerkbauten, städtebaulich markant. - Wohnhaus: Stichbogenportal mit Schlussstein, zu große Fenster im Fachwerk-Obergeschoss, Erdgeschoss massiv, Satteldach - 1. Seitengebäude: Pferdestall, nach 1800, Satteldach, Erdgeschoss massiv, einbogige Kumthalle - 2. Seitengebäude: geteilte Tür, vermutlich ehemals Wohnstallhaus, Schiebefenster im Obergeschoss, Erdgeschoss massiv, Satteldach Das angebaute weitere Seitengebäude eventuell mit Remise im Erdgeschoss, Fachwerk-Obergeschoss Fußstreben gezapft, Satteldach. Abbruch angebautes Seitengebäude vor 2005.                                               | 09235790 |
| Weitere Bilder                          | Mord- und Sühnekreuz | Zöllnitzer Straße (Karte)      | 15./16. Jahrhundert                                                              | Geschichtlicher Wert | 09235784 |

## Beedeln
| Bild                                    | Bezeichnung | Lage                             | Datierung | Beschreibung | ID       |
| --------------------------------------- | --- | -------------------------------- | --- | --- | -------- |
|                                         | Denkmalschutzgebiet Ortslage Beedeln (Vorschlag)                                                                  | (Beedeln) (Karte)                | Ab 16. Jahrhundert | Denkmalschutzgebiet Ortslage Beedeln (Vorschlag) | 09300326 |
|                                         | Seitengebäude mit Oberlaube und Scheune eines Vierseithofes und alte Hofpflasterung                               | Untere Dorfstraße 3 (Karte)      | 1763 Dendro (Seitengebäude mit Oberlaube) | Landschafts- und zeittypische Wirtschaftsgebäude eines Bauernhofes in sehr gutem Originalzustand, einzige Oberlaube im Dorf. - Seitengebäude: Fachwerk-Obergeschoss, dreijochige Oberlaube, Holzbrüstung, neben Oberlaube Kammer in gleicher Flucht, Schiebefenster, regelmäßiges engstieliges Fachwerk, Erdgeschoss verändert, heute Oberlaube nicht mehr vorkragend, im Erdgeschoss Garageneinbau, Satteldach - Scheune: große Durchfahrt, Fachwerk, nachträglich aufgestockt, im Erdgeschoss noch Ständer mit Aufblattungen erhalten, Holztore, im Obergeschoss gezapfte Streben, kleine Tür, Satteldach, alte Hofpflasterung mit Göpelpflasterung, Scheune um 1700, um 1900 vermutlich aufgestockt - Denkmalwert: wissenschaftlicher Wert, Singularität der Laube | 09236451 |
| Direkt Bild zu diesem Denkmal hochladen | Wohnstallhaus, Seitengebäude, Schuppen und Scheune eines Vierseithofes                                            | Untere Dorfstraße 4 (Karte)      | 1557 Dendro (Scheune); 2. Hälfte 18. Jahrhundert (Bauernhaus); 1. Hälfte 19. Jahrhundert (Seitengebäude Nordwestseite); 2. Hälfte 19. Jahrhundert (kleines Seitengebäude Ostseite) | Landschafts- und zeittypischer, geschlossen erhaltener Bauernhof in gutem Originalzustand, die Scheune als ältestes Gebäude des Dorfes in nur noch vereinzelt anzutreffender Konstruktionsweise. - Scheune: Fachwerk eingeschossig, Streben aufgeblattet, Lebensbaum, doppelte Streben, Andreaskreuze mit aufgeblatteten Streben, Mittelständer an Giebeln verziert, hohes Satteldach - Seitengebäude: zweigeschossig, Fachwerk, im Stallbereich massiv ersetzt, Krüppelwalmdach, einfaches schlichtes Fachwerk, vielleicht ursprünglich Auszugshaus, stark geschädigt, besonders am Giebel - Wohnstallhaus: Fachwerk-Obergeschoss, Erdgeschoss massiv, Krüppelwalmdach, Fachwerk an Hoftraufseite zu große Fenster, verputzt, im Erdgeschoss massiv mit zu großen Fenstern, Rückbau beabsichtigt, Wohnhaus wichtig zur Komplettierung Hofensemble - Schuppen: eingeschossig, Satteldach, Fachwerk teilweise erhalten, kleiner Aufzug, Kronenbiberschwanzdeckung Vor Wohnhaus Heiste, Misthaufen ursprünglich im Hof, Reste erhalten, in Scheune an Bansenwänden Weidengeflecht.                                             | 09236452 |
| Direkt Bild zu diesem Denkmal hochladen | Seitengebäude eines Vierseithofes                                                                                 | Untere Dorfstraße 6 (Karte)      | 1854 | Typisches original erhaltenes Wirtschaftsgebäude aus der Mitte des 19. Jahrhunderts. Fachwerk-Obergeschoss mit Tür, teilweise verschiefert, Krüppelwalmdach, Erdgeschoss massiv mit Garageneinbauten, Treppenaufgang außen mit Verbretterung, traufseitiger massiver eingeschossiger Anbau feldseitig, typisches Beispiel eines Landwirtschaftsbaus aus Mitte des 19. Jahrhunderts. Denkmalwert: wissenschaftlicher Wert, Fachwerk und Dach komplett erhalten, ursprünglich als Auszüglerhaus mit zwei Kammern im Obergeschoss erbaut. | 09236445 |
| Direkt Bild zu diesem Denkmal hochladen | Wohnstallhaus, zwei Scheunen, Seitengebäude, Heiste und Torbogen eines Vierseithofes                              | Untere Dorfstraße 8 (Karte)      | Um 1800 | Geschlossen erhaltener, landschaftstypischer Bauernhof in gutem Originalzustand. - Wohnstallhaus: Fachwerk-Obergeschoss, regelmäßig mit wenigen Streben, hohes Krüppelwalmdach mit Heuaufzug an Traufseite, Erdgeschoss massiv mit einfachen Porphyrtür- und -fenstergewänden, Erdgeschoss teilweise Ziegelmauerwerk, traufseitig an Straßenseite verschiedene massive Anbauten ohne Denkmalwert - Seitengebäude: um 1800 unter Einbeziehung älterer Bauteile, z. B. aufgeblattetes Kopfband, sonst Streben, gezapfte Holzverbindungen, Satteldach, ein Giebel massiv, traufseitiger Anbau mit Fachwerk-Obergeschoss, Heuaufzug - Scheune: Fachwerk mit Drempel, Holztore, schöne Giebel mit Porphyreckverband, Satteldach - 2. Scheune: Tordurchfahrt, Satteldach, Heuaufzug, teilweise massiv ersetzt - Torbogen: mit Porphyr, Schlussstein - Denkmalwert: wissenschaftlicher Wert, städtebauliche Bedeutung, vor Wohnhaus Heiste. | 09236446 |
|                                         | Wohnstallhaus, Scheune und zwei Seitengebäude eines Vierseithofes mit Resten der Hofpflasterung (u. a. Göpelring) | Untere Dorfstraße 13 (Karte)     | Nach 1800 | Geschlossen erhaltener Vierseithof in relativ gutem Originalzustand. - 1. Seitengebäude (straßenseitig): Durchfahrt, Fachwerk-Obergeschoss verkleidet, Tür im Obergeschoss, Heuaufzug, Satteldach, Erdgeschoss massiv, Stall - 2. Seitengebäude: Garageneinbauten im Erdgeschoss, Erdgeschoss massiv, Fachwerk-Obergeschoss mit regelmäßigem Fachwerk, um 1800, ein Giebel massiv, Tür im Obergeschoss, Krüppelwalmdach, giebelseitiger massiver Anbau mit Walmdach - Scheune: Fachwerk eingeschossig, Satteldach hoch, ein Giebel massiv, zwei Holztore - Wohnstallhaus: Fachwerk-Obergeschoss, Erdgeschoss massiv, Heuaufzug, Stall nicht mehr erhalten, Stallöffnung noch vorhanden, hohes Krüppelwalmdach, Hofform und Gebäude im Wesentlichen erhalten - Denkmalwert: wissenschaftlicher Wert als original erhaltener, geschlossener Vierseitenhof in relativ gutem Originalzustand, Wohnhaus Giebelansicht durch zu große Fenster verändert | 09236447 |
| Direkt Bild zu diesem Denkmal hochladen | Wohnstallhaus, Seitengebäude und Reste der historischen Hofpflasterung eines ehemaligen Dreiseithofes             | Untere Dorfstraße 15, 16 (Karte) | Um 1800 | Landschafts- und zeittypische Gebäude eines Bauernhofes in gutem Originalzustand (Wohnstallhaus Nummer 16, Seitengebäude Nummer 15). - Wohnstallhaus: Erdgeschoss massiv, zu große Fenster im Stubenbereich, Türgewände teilweise entfernt, am Stall Stichbogenportal aus Porphyr, Fachwerk-Obergeschoss regelmäßig und strebenreich, hohes Krüppelwalmdach, durchgehender Hecht und Dreiecksgauben - Seitengebäude: Fachwerk-Obergeschoss, ursprünglich mit Tordurchfahrt, Erdgeschoss massiv mit Porphyrfenstergewänden, Stichbogenportal mit Schlussstein, zweijochige Kumthalle mit Porphyrsäule, Tür im Obergeschoss, Satteldach, Schlussstein am Portal bezeichnet mit „I G G 1819“, im Erdgeschoss teilweise Fachwerk mit Bohlenwerk, möglicherweise als Pferdestall und Auszugshaus erbaut, im Stall des Wohnstallhauses böhmisches Kappengewölbe, Fachwerk komplett und gut erhalten | 09236448 |
| Direkt Bild zu diesem Denkmal hochladen | Wohnstallhaus, Scheune und Seitengebäude eines Dreiseithofes                                                      | Untere Dorfstraße 17 (Karte)     | Nach 1800 | Landschafts- und zeittypischer, geschlossen erhaltener Dreiseithof in relativ gutem Originalzustand. - Wohnstallhaus: Erdgeschoss massiv, Fachwerk-Obergeschoss verkleidet, Heuaufzug, leicht verändert, Fenstergrößen beibehalten - Seitengebäude: Durchfahrt, Erdgeschoss massiv, Fachwerk-Obergeschoss, Satteldach, Scheune: Fachwerk mit Drempel, Krüppelwalmdach, teilweise massiv ersetzt, Denkmalwert: original erhaltener, geschlossener Dreiseithof, Bestandteil des denkmalgeschützten Dorfes in relativ gutem Originalzustand, leichte Veränderung an allen Gebäuden | 09236449 |
|                                         | Wohnstallhaus und Seitengebäude eines ursprünglichen Dreiseithofes                                                | Untere Dorfstraße 18 (Karte)     | Um 1800 | Landschaftstypische Teile eines Bauernhofes in gutem Originalzustand. - Wohnstallhaus: Fachwerk-Obergeschoss, regelmäßig, holzreich, Eckstreben, Erdgeschoss massiv, originale Fenstergewände, Porphyr, ein Falz, Türportal entfernt, neben Tür Flurfenster mit Segmentbogenabschluss (klein), Satteldach, Giebel verkleidet mit zu großen Fenstern, Heuaufzug, weit überstehendes Dach - Seitengebäude: Fachwerk-Obergeschoss, Erdgeschoss massiv, dreijochige Kumthalle mit zwei Porphyrsäulen, Porphyrtür- und -fenstergewände, Bruchsteinmauerwerk Erdgeschoss, Fachwerk mit Eckstreben, nach 1800, Giebel verschiefert, Satteldach, guter Originalzustand Wichtig für Ortsbild, am Wohnhaus traufseitiger, eingeschossiger massiver Anbau mit Pultdach ohne Denkmalwert. | 09236450 |
| Direkt Bild zu diesem Denkmal hochladen | Wohnstallhaus und zwei Seitengebäude eines Vierseithofes                                                          | Untere Dorfstraße 20 (Karte)     | Nach 1800 (Seitengebäude); 1856 (Bauernhaus) | Landschaftstypischer Bauernhof mit ortsbildprägender Bedeutung. - Wohnstallhaus: Stall mit Böhmischem Kappengewölbe, vier Joche, dreischiffig, Porphyrsäulen, Gurtbögen, 1856 durch Blitzschlag abgebrannt, danach wieder aufgebaut Krüppelwalmdach, Fachwerk-Obergeschoss, dort zu große Fenster, geschädigt in Originalbestand, aber städtebaulich bedeutsam als Teil der Vierseithofanlage, Erdgeschoss massiv - 1. Seitengebäude: Fachwerk-Obergeschoss, regelmäßig mit Eckstreben, Erdgeschoss massiv, vermutlich ehemaliges Auszugshaus mit Stall im Erdgeschoss, zweiflüglige Tür mit Oberlicht, Porphyrfenster- und -türgewände, Bruchsteinmauerwerk, Krüppelwalmdach, stark geschädigt im Bauzustand, Tür im Obergeschoss - 2. Seitengebäude: straßenseitig liegend, dreijochige Kumthalle mit Porphyrsäulen, teilweise zugesetzt, Fachwerk-Obergeschoss, Erdgeschoss massiv, Satteldach, Porphyrtürportal, Erdgeschoss Bruchsteinmauerwerk mit Porphyreckquaderung, Gebäude in schlechtem Erhaltungszustand, geschädigt - Denkmalwert: städtebauliche Bedeutung als Hofanlage, Teil des Rundweilers am Ortseingang | 09236441 |

## Bernsdorf
| Bild                                    | Bezeichnung                                                                               | Lage                          | Datierung                                                                                               | Beschreibung | ID       |
| --------------------------------------- | ----------------------------------------------------------------------------------------- | ----------------------------- | --- | --- | -------- |
| Direkt Bild zu diesem Denkmal hochladen | Wohnstallhaus, südöstliches Seitengebäude und Scheune sowie Göpelbahn eines Vierseithofes | Bernsdorfer Straße 6 (Karte)  | Um 1800 (Wohnstallhaus); 1824 datiert Schlussstein (Seitengebäude); 1. Hälfte 19. Jahrhundert (Scheune) | Landschaftstypische Fachwerkbauten, Göpelbahn mit Ziegelbelag, bau- und heimatgeschichtliche Bedeutung. - Wohnstallhaus: Fenster und Öffnungen verändert in Erdgeschoss und Obergeschoss, Erdgeschoss massiv, Obergeschoss Fachwerk, Lastenaufzug, Giebel massiv, Krüppelwalmdach flaches Kreuzgratgewölbe - Nebengebäude: Erdgeschoss massiv, Porphyrgewände, zwei Mitteldrehflügelfenster, Obergeschoss Fachwerk Mitteldrehflügelfenster, Krüppelwalmdach - Scheune: Erdgeschoss und Obergeschoss Fachwerk, zwei Einfahrten, Obergeschoss vorkragend, Krüppelwalmdach, Erdgeschoss preußisches Fachwerk Nordöstliches Seitengebäude 2005 aufgrund von Umbaumaßnahmen aus der Liste gestrichen.                  | 08955078 |
|                                         | Gasthof mit Stallgebäude und Seitengebäude                                                | Bernsdorfer Straße 11 (Karte) | Bezeichnet mit 1852 (Türsturz)                                                                          | Orts- und baugeschichtliche Bedeutung. - Gasthaus: Erdgeschoss massiv, Porphyrtuffgewände, Obergeschoss Fachwerk straßenseitig, Erdgeschoss teilweise Doppelfenster, Obergeschoss hofseitig verschiefert, Krüppelwalmdach, Giebel massiv, halber Okulus - Stallgebäude mit Gesindestuben: Erdgeschoss massiv in Bruchstein und Ziegel, Obergeschoss teils in Fachwerk, Satteldach, Porphyrtuffgewände, Gesindestuben mit schablonierter Wandfassung - Nebengebäude: anderthalbgeschossig, Fachwerk, rückwärtiger Giebel in Bruchstein mit Gewänden und Eckbefestigung in Porphyrtuff, Satteldach, Erdgeschoss und Obergeschoss ohne Unterteilung (möglicherweise Speicher), kleines Tor am straßenseitigen Giebel | 08955077 |

## Biesern
| Bild                                    | Bezeichnung | Lage                         | Datierung                                                              | Beschreibung | ID       |
| --------------------------------------- | --- | ---------------------------- | ---------------------------------------------------------------------- | --- | -------- |
| Weitere Bilder                          | Sachgesamtheitsbestandteil der Sachgesamtheit Muldentalbahn, Teilabschnitt Biesern                                | Bieserner Straße (Karte)     | 1875                                                                   | Sachgesamtheitsbestandteil der Sachgesamtheit Muldentalbahn, Teilabschnitt Seelitz, Ortsteil Biesern, mit den Einzeldenkmalen: Eisenbahnbrücke (09306152) und Eisenbahnbrücke über den Erlbach (09306406), siehe auch Glauchau, 09306181; Sachgesamtheit mit allen Bahnanlagen, darunter Gleisanlagen mit Unter- und Oberbau, Streckenkilometrierung, Fernmelde- und Signalanlagen, Bahnstationen einschließlich aller Funktionsbauten, Wärterhäuschen, Brücken und Durchlässen in den Gemeinden Glauchau (Ortsteile Glauchau, Kleinbernsdorf, Reinholdshain, Niederlungwitz), Limbach-Oberfrohna (Ortsteile Wolkenburg-Kaufungen, Herrndorf, Uhlsdorf), Remse (Ortsteil Remse), Waldenburg (Ortsteile Niederwinkel, Oberwinkel, Waldenburg), Lunzenau (Ortsteile Lunzenau, Berthelsdorf, Cossen, Rochsburg, Göritzhain), Penig (Ortsteile Markersdorf, Penig, Amerika, Arnsdorf, Thierbach, Zinnberg), Rochlitz (Ortsteile Penna, Rochlitz; Zaßnitz), Seelitz (Ortsteile Fischheim, Seelitz, Biesern, Steudten), Colditz (Ortsteile Colditz, Lastau, Möseln, Sermuth, Zschetzsch), Grimma (Ortsteile Großbothen), für die Industrieentwicklung des Muldentals wichtige und landschaftsbildende prägende Normalspurbahn, wirtschaftsgeschichtlich, eisenbahngeschichtlich, landschaftsgestaltend sowie regionalgeschichtlich von Bedeutung | 09306206 |
| Weitere Bilder                          | Eisenbahnbrücke mit Gleisen und Bahndamm (Einzeldenkmal der Sachgesamtheit 09306206)                              | Bieserner Straße (Karte)     | 1875                                                                   | Einzeldenkmal der Sachgesamtheit Muldentalbahn; am km 36,5 der Bahnstrecke Glauchau–Wurzen (Straße zur Kläranlage Biesern), als Bogenbrücke mit Stützpfeilern ausgeführt, gute Sichtwirkung durch freie unverbaute Lage, original erhalten, eisenbahngeschichtlich, technik- und verkehrsgeschichtlich von Bedeutung. Brückenkörper und Stützpfeiler aus Granit-Polygonalmauerwerk, Rundbogen komplett aus Porphyrquadern gewölbt, Gleise, Bahndamm. | 09306152 |
| Direkt Bild zu diesem Denkmal hochladen | Eisenbahnbrücke mit Gleisen und Bahndamm (Einzeldenkmal der Sachgesamtheit 09306206)                              | Bieserner Straße (Karte)     | 1875                                                                   | Einzeldenkmal der Sachgesamtheit Muldentalbahn; neben km 36,5 der Bahnstrecke Glauchau–Wurzen, als Rundbogenbrücke mit Stützpfeilern ausgeführt, gute Sichtwirkung durch freie unverbaute Lage, original erhalten, eisenbahn-, technik- und verkehrsgeschichtlich von Bedeutung | 09306406 |
|                                         | Wohnhaus mit angebautem Seitengebäude und zweites Wohnstallhaus (östlich) eines ehemaligen Fünfseithofes          | Bieserner Straße 7 (Karte)   | Nach 1700 (Seitengebäude); um 1800 (Seitengebäude)                     | Reste eines äußerst selten anzutreffenden Fünfseithofes in zeittypischer Bauweise, städtebaulich markant. Hofstruktur ungewöhnlich, versetzt gebaut. - Wohnhaus: Fachwerk-Obergeschoss verputzt, Erdgeschoss massiv, zu große Fenster, Satteldach - angebaute Seitengebäude: mehrere Bauphasen, ältester Teil Fachwerk-Obergeschoss, an einer Seite nur erhalten, Rest Obergeschoss und Erdgeschoss massiv, Satteldach, Kopfstreben geblattet im Obergeschoss, um 1700, angebauter Hausteil um 1800 - Seitengebäude: liegt an Straße, ursprünglich mit Durchfahrt, Mägdekammern im Obergeschoss, Tür im Obergeschoss, Erdgeschoss massiv, Fachwerk-Obergeschoss, Satteldach, um 1800, wichtig für Ortsbild | 09235777 |
| Direkt Bild zu diesem Denkmal hochladen | Wohnstallhaus, Scheune und Seitengebäude eines Vierseithofes                                                      | Bieserner Straße 9 (Karte)   | 19. Jahrhundert                                                        | Traditionelle ländliche Bauten von regionalhistorischem Wert. - Wohnhaus: Fachwerk-Obergeschoss, komplett erhalten, Satteldach, Erdgeschoss massiv mit zu großen Fenstern - Scheune: Fachwerk, teilweise massiv ersetzt - kleines Seitengebäude: Fachwerk-Obergeschoss, Erdgeschoss massiv Besichtigung stieß auf großen Widerstand, deswegen konnte Hof nicht besichtigt werden. | 09235778 |
| Direkt Bild zu diesem Denkmal hochladen | Ehemalige Mühle mit Wohnhaus, Seitengebäude, Teich und Resten des ehemaligen Mühlgrabens (Hintermühle, Lochmühle) | Bieserner Straße 14a (Karte) | Bezeichnet mit 1809 (Mühle); um 1800 (Mühlgraben); um 1906 (Mühlteich) | Schneide- und Ölmühle, ortsgeschichtlich von Bedeutung - Wohnhaus: 1809, Fachwerk-Obergeschoss, verputzt, Erdgeschoss massiv, Stichbogenportal mit Schlussstein, bezeichnet mit „ILK 1809“, 2. Türportal bezeichnet am Schlussstein mit „Nummer 3“, Stichbogenportal, Türportale Porphyr, Fenstergewände aus Zeit 1809 - Teich: zwischen 1896 und 1916 angelegt (vgl. Meilenblätter) - Historie: - 1558 Verkauf der bereits bestehenden „Hintermühle“ an Hans Müller durch das Amt Rochlitz, wechselnde Besitzer - um 1803 Johann August Kirsten, Hintermüller - 1806 Brand der Mühle, danach Einstellung der Müllerei - letzter bekannter Besitzer 1864 Wilhelm Friedrich Gey, Lochmühler - vor 1946 wurde die jetzt so bezeichnete „Lochmühle“ als Fliegenfängerfabrik genutzt Keine Mühlentechnik vorhanden. | 09235776 |

## Döhlen
| Bild | Bezeichnung | Lage                   | Datierung                                           | Beschreibung | ID       |
| ---- | --- | ---------------------- | --------------------------------------------------- | --- | -------- |
|      | Mühlenanwesen mit Mühlengebäude mit Anbau und zwei Nebengebäuden sowie Hofpflaster (Hofmühle, Mittelmühle, Wetzig-Mühle) | Talstraße 4, 5 (Karte) | Bezeichnet mit 1868 (Mühle); um 1860 (Nebengebäude) | Frühe kleinere Industriemühle mit aufwendig gestalteter Fassade, bildprägend, bildet zusammen mit den Nebengebäuden einen vollständig erhaltenen Mühlenhof, ortsgeschichtlich von Bedeutung. Bezeichnung Mittelmühle um 1800. - mehrstöckiges Mühlengebäude: Porphyrgewände, Lisenen, Gesimsgliederung, Putzritzungen, Erdgeschoss: horizontale Putzritzungen, Rundbogenfries, Obergeschoss: Fensterverdachung, aufwendige Putzritzungen, Satteldach, im Giebel Bildmotiv, zwei sternförmige Okuli, traufseitig: Mittelrisalite dreiachsig, unter Traufkante Zahnschnittfries, 1. Obergeschoss: Fensterverdachungen, Erdgeschoss: Rundbogenfries, horizontale Putzritzung, bezeichnet mit 1868 - Nebengebäude: Lager mit Wohnhaus, zweigeschossig, eine Toreinfahrt, für die Region typische Porphyrgewände, Satteldach mit Ziegeldeckung, am Giebel sternenförmiges Rundfenster - Nebengebäude: Lager, massiver Ziegelsteinbau, verputzt, zweigeschossig, drei Toreinfahrten, für die Region typische Porphyrgewände, Satteldach mit Ziegeldeckung (erneuert), am Giebel sternenförmiges Rundfenster Wetzig-Mühle, um 1800 errichtet, um 1868 durch Brand zerstört, später abgebrochen. | 08955086 |
|      | Wirtschaftsgebäude (ehemaliges Rittergut Neutaubenheim)                                                                  | Talstraße 6 (Karte)    | Mitte 19. Jahrhundert                               | Teil eines ehemaligen Rittergutes, singulär. - Erdgeschoss: Laubengang, drei Joche, vier Säulen, Stichbögen, vorkragendes Pfettendach, Dach abgewalmt hofseitig, Sparrenenden verziert, Obergeschoss: Fachwerk - Nebengebäude: Obergeschoss Fachwerk übereck anschließend an Wohnstallhaus | 08955085 |

## Fischheim
| Bild                                    | Bezeichnung | Lage                             | Datierung                                                          | Beschreibung | ID       |
| --------------------------------------- | --- | -------------------------------- | ------------------------------------------------------------------ | --- | -------- |
|                                         | Denkmalschutzgebiet Ortslage Fischheim (Vorschlag) | (Fischheim) (Karte)              | 18. / 19. Jahrhundert                                              | Denkmalschutzgebiet Ortslage Fischheim (Vorschlag) | 09300308 |
| Direkt Bild zu diesem Denkmal hochladen | Wohnstallhaus und Stallgebäude eines Vierseithofes | Fischheimer Straße 1, 1a (Karte) | 1830                                                               | Wohnstallhaus und Stallgebäude eines Vierseithofes | 09235398 |
| Weitere Bilder                          | Sachgesamtheitsbestandteil der Sachgesamtheit Muldentalbahn, Teilabschnitt Fischheim                                                                            | Fischheimer Straße 1b (Karte)    | 1875 (Bahnwärterhaus); 1. Drittel 20. Jahrhundert (Kilometerstein) | Sachgesamtheitsbestandteil der Sachgesamtheit Muldentalbahn, Teilabschnitt Seelitz, Ortsteil Fischheim, mit dem Sachgesamtheitsteil: Bahnwärterhaus und Kilometerstein (siehe auch Glauchau, 09306181); Sachgesamtheit mit allen Bahnanlagen, darunter Gleisanlagen mit Unter- und Oberbau, Streckenkilometrierung, Fernmelde- und Signalanlagen, Bahnstationen einschließlich aller Funktionsbauten, Wärterhäuschen, Brücken und Durchlässen in den Gemeinden Glauchau (Ortsteile Glauchau, Kleinbernsdorf, Reinholdshain, Niederlungwitz), Limbach-Oberfrohna (Ortsteile Wolkenburg-Kaufungen, Herrndorf, Uhlsdorf), Remse (Ortsteil Remse), Waldenburg (Ortsteile Niederwinkel, Oberwinkel, Waldenburg), Lunzenau (Ortsteile Lunzenau, Berthelsdorf, Cossen, Rochsburg, Göritzhain), Penig (Ortsteile Markersdorf, Penig, Amerika, Arnsdorf, Thierbach, Zinnberg), Rochlitz (Ortsteile Penna, Rochlitz; Zaßnitz), Seelitz (Ortsteile Fischheim, Seelitz, Biesern, Steudten), Colditz (Ortsteile Colditz, Lastau, Möseln, Sermuth, Zschetzsch), Grimma (Ortsteile Großbothen), für die Industrieentwicklung des Muldentals wichtige und landschaftsbildende prägende Normalspurbahn, wirtschaftsgeschichtlich, eisenbahngeschichtlich, landschaftsgestaltend sowie regionalgeschichtlich von Bedeutung. - Bahnwärterhaus und Kilometerstein: Putzbaum 1,5-geschossig, Erweiterungsbau | 09306174 |
| Direkt Bild zu diesem Denkmal hochladen | Wohnstallhaus, Scheune und Stallgebäude eines Bauernhofes | Fischheimer Straße 2 (Karte)     | 1830                                                               | Ensemble von regionalhistorischer Bedeutung. Alle Fachwerk-Obergeschoss, Erdgeschoss massiv, Scheune Fachwerk, Wohnhaus: Krüppelwalmdach, Fachwerk-Obergeschoss teilweise verkleidet, traufseitiger Anbau, originale Tür- und Fenstergewände, Scheune größtenteils verbrettert. | 09235399 |
| Direkt Bild zu diesem Denkmal hochladen | Scheune, Seitengebäude und Stallgebäude eines Vierseithofes | Fischheimer Straße 4 (Karte)     | Nach 1800                                                          | Geschlossen erhaltener Bauernhof von bau- und sozialgeschichtlichem sowie städtebaulichem Wert. - Seitengebäude: mit Heuboden - Stall: Erdgeschoss mit Garageneinbau, beide Fachwerk-Obergeschoss, Erdgeschoss massiv, Scheune Fachwerk, wichtig für Ortsbild durch Lage am Ortseingang | 09235405 |
| Direkt Bild zu diesem Denkmal hochladen | Häuslerhaus | Fischheimer Straße 5 (Karte)     | Um 1800                                                            | Städtebaulich dominantes kleines Fachwerkhaus in gutem Originalzustand. Fachwerk-Obergeschoss, Erdgeschoss massiv, steiles Satteldach, Giebeldreieck verbrettert. | 09235404 |
| Direkt Bild zu diesem Denkmal hochladen | Wohnstallhaus und Seitengebäude sowie Bauerngarten (mit Buchsbaumeinfassungen), Einfriedung und Gartenlaube eines ehemaligen Vierseithofes sowie Hofpflasterung | Fischheimer Straße 7 (Karte)     | 1858                                                               | Städtebaulich sowie bau- und sozialgeschichtlich bedeutsam. Fachwerk-Obergeschoss, Erdgeschoss massiv, Krüppelwalmdach, Dachluke, traufseitiger Anbau, originale Tür- und Fenstergewände. | 09235400 |
|                                         | Wohnstallhaus und Scheune eines Dreiseithofes | Fischheimer Straße 8 (Karte)     | Bezeichnet mit 1862                                                | Städtebaulich sowie bau- und sozialgeschichtlich bedeutsam. - Wohnhaus: am Türportal datiert, originale Fenster- und Türgewände, Stalltür geteilt, Fachwerk-Obergeschoss, einfache Gestaltung, überkragendes Dach, Giebel verschiefert, Krüppelwalmdach - Scheune: Fachwerk, Satteldach | 09235401 |
| Direkt Bild zu diesem Denkmal hochladen | Torhaus (Seitengebäude) sowie Wohnstallhaus (feldseitig?) eines Vierseithofes                                                                                   | Fischheimer Straße 9 (Karte)     | Mitte 18. Jahrhundert (Bauernhaus); um 1800 (Seitengebäude)        | Städtebaulich markant, baugeschichtlicher Wert. Fachwerk, guter Erhaltungszustand, wichtig für Ortsbild, originale Fenster, ein Giebel verschiefert. | 09235402 |
| Direkt Bild zu diesem Denkmal hochladen | Wohnstallhaus eines Bauernhofes | Fischheimer Straße 10 (Karte)    | Um 1700                                                            | Großer baugeschichtlicher Wert auf Grund des hohen Alters. Fachwerk-Obergeschoss, Erdgeschoss massiv, Satteldach, Blattsassen an Bund- und Eckständern, heute gezapfte Holzverbindungen. | 09235396 |
|                                         | Wohnstallhaus, Scheune und zwei Seitengebäude eines Vierseithofes                                                                                               | Fischheimer Straße 11 (Karte)    | 1688 Dendro (Seitengebäude); 18. Jahrhundert (Bauernhaus)          | Reste eines Ständerbaus erhalten, von großer hausgeschichtlicher Bedeutung. - Wohnhaus: vorkragendes Satteldach, am Giebeldreieck geblattete Fußstreben, erstes Obergeschoss mit gezapften Holzverbindungen, Riegel im Giebeldreieck auf Sparren geblattet, am Türstock 1828 datiert, Haus älter, Erdgeschoss massiv mit Fenster- und Türgewänden aus Zeit 1828 - Seitengebäude: ein Riegel, Reste einer Ständerfachwerkkonstruktion am Seitengebäude rechts, geblattete Streben, Schiebefenster, ursprünglich mit Durchfahrt, Erdgeschoss massiv teilweise, Satteldach, Fußstreben geblattete an Hofseite - weitere Seitengebäude: verändert - Scheune: mit geblatteten und gezapften Streben, wahrscheinlich mehrere Bauphasen, Satteldach, teilweise geschädigt | 09235395 |
| Direkt Bild zu diesem Denkmal hochladen | Wohnstallhaus und Scheune eines Bauernhofes | Fischheimer Straße 12 (Karte)    | Um 1700                                                            | Städtebaulich bedeutsam, durch hohes Alter von baugeschichtlicher Bedeutung. - Wohnhaus: halbrunde Füllhäuser, Obergeschoss leicht vorkragend, Erdgeschoss massiv unterfahren, Blattsassen am Rähm bestätigen Annahme, dass ursprünglich Fachwerk auch im Erdgeschoss gewesen ist, erstes Obergeschoss mit geblatteten Kopfbändern, Satteldach, Hakenblatt, Giebeldreieck leicht vorkragend, verbrettert - Scheune: ebenfalls mit aufgeblatteten Streben | 09235394 |
| Direkt Bild zu diesem Denkmal hochladen | Wohnstallhaus eines Bauernhofes | Fischheimer Straße 14 (Karte)    | 1828                                                               | Städtebaulich und baugeschichtlich wichtig. Fachwerk-Obergeschoss, Erdgeschoss massiv, steiles Satteldach, Porphyrtür- und -fenstergewände, böhmische Kappe. | 09235397 |
| Direkt Bild zu diesem Denkmal hochladen | Wohnstallhaus eines ehemaligen Dreiseithofes, mit Resten des Bauerngartens                                                                                      | Fischheimer Straße 17 (Karte)    | 1821                                                               | Markantes Gebäude von bau- und sozialgeschichtlicher Bedeutung. Fachwerk-Obergeschoss, Erdgeschoss massiv, Porphyrtürgewände, im Stubenbereich im Erdgeschoss noch Fachwerk erhalten, kein Umgebinde, Krüppelwalmdach, weit überkragend, guter Erhaltungszustand, wichtig für Ortsbild, Kreuzgewölbe im Hausflur und im Stall Gewölbe. | 09235403 |

## Gröblitz
| Bild                                    | Bezeichnung              | Lage                    | Datierung                       | Beschreibung | ID       |
| --------------------------------------- | ------------------------ | ----------------------- | ------------------------------- | --- | -------- |
| Direkt Bild zu diesem Denkmal hochladen | Zweibogige Brücke        | (Flurstück 194) (Karte) | 19. Jahrhundert                 | Aus Porphyrquadern mit Geländer, rekonstruiert, ortsgeschichtlich von Bedeutung | 08955094 |
| Direkt Bild zu diesem Denkmal hochladen | Wohnstallhaus            | Dorfstraße 12a (Karte)  | Bezeichnet mit 1879, Kern älter | Wahrscheinlich ein ehemaliger Ständerbau. Fachwerk teilweise noch im Erdgeschoss erhalten, Holzverbindungen lassen auf Umgebinde schließen, Obergeschoss Fachwerk, allseitig verkleidet, Dachüberstand. Türgewände Porphyr mit gerader Bedachung. | 08955096 |
| Direkt Bild zu diesem Denkmal hochladen | Gedenkstein ()Galgenberg | Gröblitzer Weg (Karte)  | Um 1936                         | Zur Erinnerung an die Rochlitzer Richtstätte auf dem Galgenberg, Rochlitzer Porphyrtuff, mit Inschrift, ortsgeschichtliche Bedeutung | 09306974 |

## Gröbschütz
| Bild                                    | Bezeichnung                                                      | Lage                       | Datierung                 | Beschreibung | ID       |
| --------------------------------------- | ---------------------------------------------------------------- | -------------------------- | ------------------------- | --- | -------- |
| Direkt Bild zu diesem Denkmal hochladen | Wohnhaus                                                         | Milkauer Straße 16 (Karte) | 1. Hälfte 19. Jahrhundert | In gutem Originalzustand erhalten. Erdgeschoss massiv, Obergeschoss Fachwerk, Fenstergewände Porphyr, Türgewände Holz, Fenster erhalten, Türen original, zwei Eingangstüren, Erdgeschoss teilweise Lehmziegel, leicht baufällig. | 08955081 |
|                                         | Auszüglerhaus sowie Seitengebäude eines ehemaligen Vierseithofes | Milkauer Straße 24 (Karte) | 1848                      | Wissenschaftlicher Wert als landschaftstypische und im Wesentlichen original erhaltene bäuerliche Wirtschafts- und Wohngebäude. - Auszüglerhaus: längsrechteckiger Grundriss, zweigeschossig, Krüppelwalmdach, Schieferdeckung, in Mitte Traufseite aufgeschlossen, an beiden Traufseiten zweiflüglige Haustür, Fachwerk-Obergeschoss verputzt, Erdgeschoss Mauerwerk, Haustür mit schönem Gitter Ende 19. Jahrhundert oder um 1960, an Hofseite noch Stalltür, teilweise noch originale Fenster mit Achterteilung, im Giebeldreieck Schiebefenster, hofseitig Taubenhaus am Giebel, Winterfenster, Porphyrtuffgewände, schönes Türblatt - Stallscheune/Seitengebäude: dreijochige Kumthalle mit Säulen, zweigeschossig, längsrechteckiger Grundriss, flaches Satteldach, Fachwerk-Obergeschoss verputzt und freiliegend, ein Giebelmauerwerk im Erdgeschoss Bruchstein, im Obergeschoss Ziegelmauerwerk mit Fenstereinrahmungen, Ende 19. Jahrhundert, das Stallscheunengebäude vermutlich 19. Jahrhundert Beide Gebäude weitestgehend original erhalten, typische Bauweise, Kumthalle wichtiges, nicht mehr allzu häufig anzutreffendes Baudetail, ebenso am Auszüglerhaus schöne Baudetails wie Haustür, (Stallscheune vor 1992 abgebrochen). | 09235021 |

## Kolkau
| Bild                                    | Bezeichnung                           | Lage              | Datierung                 | Beschreibung                                                                                              | ID       |
| --------------------------------------- | ------------------------------------- | ----------------- | ------------------------- | --- | -------- |
| Direkt Bild zu diesem Denkmal hochladen | Rundbogenportal eines Wohnhauses      | Am Hain 4 (Karte) | 1. Hälfte 17. Jahrhundert | Ortshistorische Bedeutung, Sitznischenportal. Rundbogenportal: zwei Sitznischen, Wappendekor, Ornamentik. | 08955079 |
|                                         | Herrenhaus des ehemaligen Rittergutes | Am Hain 5 (Karte) | Bezeichnet mit 1884       | Herrenhaus des ehemaligen Rittergutes                                                                     | 09300381 |

## Köttern
| Bild                                    | Bezeichnung                       | Lage                    | Datierung | Beschreibung | ID       |
| --------------------------------------- | --------------------------------- | ----------------------- | --------- | --- | -------- |
| Direkt Bild zu diesem Denkmal hochladen | Wohnstallhaus eines Dreiseithofes | Kötterner Weg 3 (Karte) | Um 1800   | Relikt der Holzbauweise. Erdgeschoss massiv, Obergeschoss Fachwerk, Giebel verblendet mit Schindel, spitzes Satteldach, recht kräftiges Fachwerk, Fenster Obergeschoss erhalten, hofabgewandte Seite verkleidet. | 08955087 |

## Pürsten
| Bild                                    | Bezeichnung                                                 | Lage                        | Datierung                                                                             | Beschreibung                                        | ID       |
| --------------------------------------- | ----------------------------------------------------------- | --------------------------- | ------------------------------------------------------------------------------------- | --------------------------------------------------- | -------- |
| Direkt Bild zu diesem Denkmal hochladen | Dorfstein                                                   | Alte Hauptstraße (Karte)    | 1630                                                                                  | Treffpunkt der Dorfbewohner bis ins 19. Jahrhundert | 08955095 |
| Direkt Bild zu diesem Denkmal hochladen | Nebengebäude (Stallscheune) auf Hakengrundriss              | Alte Hauptstraße 7 (Karte)  | 1. Hälfte 19. Jahrhundert                                                             | Ortsbildprägend                                     | 08955256 |
| Direkt Bild zu diesem Denkmal hochladen | Scheune, zwei Nebengebäude und Torbogen eines Vierseithofes | Alte Hauptstraße 10 (Karte) | Bezeichnet mit 1844 (Schlussstein des Torbogens); um 1850 (Scheune und Seitengebäude) | Ortsbildprägend                                     | 08955255 |

## Seebitzschen
| Bild                                    | Bezeichnung                                                                         | Lage                            | Datierung                                      | Beschreibung                                                 | ID       |
| --------------------------------------- | ----------------------------------------------------------------------------------- | ------------------------------- | ---------------------------------------------- | ------------------------------------------------------------ | -------- |
| Direkt Bild zu diesem Denkmal hochladen | Torhaus, Scheune und Stallgebäude eines Vierseithofes mit erhaltener Hofpflasterung | Seebitzschener Straße 4 (Karte) | 1576 Dendro (Scheune); um 1700 (Seitengebäude) | Bauhistorisch bedeutsame Hofanlage, prägend für das Ortsbild | 09235775 |

## Sörnzig
| Bild                                    | Bezeichnung                                                                   | Lage                        | Datierung                                                                                            | Beschreibung | ID       |
| --------------------------------------- | ----------------------------------------------------------------------------- | --------------------------- | --- | --- | -------- |
| Weitere Bilder                          | Drahtseilhängebrücke über die Zwickauer Mulde (Schaukelsteg Sörnzig)          | (Flurstück 13) (Karte)      | 1954/1956                                                                                            | Technikgeschichtlich und landschaftsprägend von Bedeutung. Betonwiderlager und -pfeiler, darüber Pylone (Pylonhöhe 5 m) aus Stahlfachwerk mit Rollenlagern, Drahtseile mit 70 mm Durchmesser auf Stahlfachwerk verankert, Gehweg von diesen mittels Zugstangen abgehängt., Flussquerung ursprünglich 1871 als Holzsteg erbaut, durch Hochwasser mehrfach zerstört, 1907 als Drahtseilhängebrücke errichtet (Benutzung gebührenpflichtig, vgl. eine Verordnung vom 8. Februar 1922), nach erneuter Zerstörung durch das Hochwasser von 1954 Ersatzneubau von 1957/1958 an einem höher gelegenen Standort, 2002 Sanierung. Fußgängerbrücke ursprünglich u. a. zur Vereinfachung des Schulwegs der Kinder aus den nahegelegenen Gemeinden angelegt, Konstruktion für das Muldental typisch (eine von mehreren derartigen Drahtseilbrücken über die Zwickauer Mulde), damit technikgeschichtlich, ortsgeschichtlich und landschaftsprägend bedeutsam. | 09235795 |
| Direkt Bild zu diesem Denkmal hochladen | Häusleranwesen                                                                | Am Ring 24 (Karte)          | Bezeichnet mit 1865                                                                                  | Kleines ländliches Wohnhaus, teilweise Fachwerk, von städtebaulichem und baugeschichtlichem Wert. Zweigeschossiger winkelförmiger Grundriss durch Anbau, Traufseiten Fachwerk verbrettert, sonst massiv – verputzt, Porphyrfenster- und türeinfassungen, am Portalgewände bezeichnet mit „No 16E.R.1865“, Satteldach. | 09248146 |
| Direkt Bild zu diesem Denkmal hochladen | Wohnstallhaus, Seitengebäude und Scheune eines Bauernhofes                    | Am Ring 26 (Karte)          | 2. Hälfte 18. Jahrhundert (Bauernhaus); um 1800 (Seitengebäude); 1. Hälfte 19. Jahrhundert (Scheune) | Kleines ländliches Anwesen von bau- und sozialgeschichtlichem Wert. - Wohnhaus: Fachwerk-Obergeschoss verputzt, bzw. verkleidet, Erdgeschoss massiv, eventuell unterfahren um 1800, Bauzeit vermutlich 18. Jahrhundert, an Giebel Tür für Lagerraum im Obergeschoss - Seitengebäude: um 1800, Erdgeschoss massiv, Porphyrgewände, teilweise Fachwerk, Schiebefenster im Fachwerk-Obergeschoss - Scheune: massiv, Stichbogenportal | 09235802 |
| Direkt Bild zu diesem Denkmal hochladen | Häusleranwesen                                                                | Sörnziger Straße 1 (Karte)  | 1619 Dendro                                                                                          | Als eines der ältesten ländlichen Wohnhäuser im Landkreis Mittweida von großer baugeschichtlicher Bedeutung. Fachwerk-Obergeschoss verputzt, Erdgeschoss massiv, eventuell massiver Giebel, Satteldach, vermutlich leerstehend, sehr guter Originalbestand, Beispiel für den Übergang vom Geschoss- zum Stockwerksbau: vordere Traufseite mit geraden Andreaskreuzen und Kopfstreben, an hinteren Traufseite Reste der ursprünglich über zwei Etagen reichenden Ständer, ein Giebel, Fachwerk mit Rauten am Giebeldreieck, Kehlbalkendach mit einfach stehendem Stuhl, Stuhlsäulen mit aufgeblatteten Fußstreben, Sparren an Deckenbalken aufgeblattet. | 09235797 |
| Direkt Bild zu diesem Denkmal hochladen | Wohnstallhaus, Seitengebäude, Torbogen sowie Hofpflasterung eines Bauernhofes | Sörnziger Straße 2 (Karte)  | 1787                                                                                                 | Wertvolles Hofensemble von bau- und sozialgeschichtlichem Wert. - Wohnhaus: Fachwerk-Obergeschoss, Erdgeschoss massiv, Stichbogenportale, originale Fenstergewände, Porphyr, Schlussstein datiert, Fachwerk-Obergeschoss mit Eckstreben, weit vorkragendes Satteldach - Seitengebäude: gleiche Bauzeit, Fachwerk-Obergeschoss, Erdgeschoss massiv, Satteldach | 09235796 |
| Direkt Bild zu diesem Denkmal hochladen | Ehemaliges Wohnstallhaus eines Bauernhofes                                    | Sörnziger Straße 9 (Karte)  | Bezeichnet mit 1779                                                                                  | Baukünstlerisch wertvoll, Fachwerkkonstruktion im ehemaligen Stubenbereich erhalten. Am Türportal datiert, Porphyrtürgewände, Stichbogenportal und Schlussstein, Erdgeschoss im Stubenbereich Fachwerk mit Lehmstock, Ständer und Schwelle Eiche, Obergeschoss Fachwerk Fichte, nach Konstruktion 1779, Rähm mit Blattsassen deuten auf frühere Bauzeit, ca. um 1720 oder eher, umgebaut zum Heuschober, starke Bauveränderungen, weit vorkragendes Dach, ursprünglich Satteldach, heute leerstehend, Frage Zumutbarkeit. | 09235798 |
| Direkt Bild zu diesem Denkmal hochladen | Wohnstallhaus, Scheune und zwei Seitengebäude eines Vierseithofes             | Sörnziger Straße 11 (Karte) | Um 1700 (Seitengebäude); um 1720 (Scheune); vor 1800 (Bauernhaus und Seitengebäude)                  | Geschlossen erhaltener Bauernhof ortsbildprägend. - Seitengebäude: Fachwerk-Obergeschoss, Satteldach, Erdgeschoss massiv, Stall Stichbogenportal bzw. gerade Türportal, Erdgeschoss teilweise Fachwerk, um 1800 - Scheune: 1. Hälfte 18. Jahrhundert, geblattete Streben, Fachwerk-Obergeschoss aufgesetzt, ein Giebel massiv, Satteldach, Vordach für Ochsengespanne - 2. Seitengebäude: originale Schiebefenster, Fachwerk-Obergeschoss, Erdgeschoss massiv bzw. teilweise Fachwerk, Satteldach, Heuaufzug, vor 1800, Porphyrfenstergewände - Wohnhaus: Frackdach, Fachwerk-Obergeschoss, Erdgeschoss massiv, traufseitiger Anbau, schöner Giebel, Stichbogenportal zum Stall am hinteren Giebel, dort Fachwerk-Obergeschoss erhalten, außerordentlich wichtig für Ortsbild | 09235799 |
| Direkt Bild zu diesem Denkmal hochladen | Seitengebäude und Scheune eines Dreiseithofes                                 | Sörnziger Straße 12 (Karte) | Vor 1800                                                                                             | Weitgehend originale Fachwerkbauten von bau- und sozialgeschichtlicher Bedeutung. Satteldach, Fachwerkobergeschoss, Erdgeschoss massiv, Fachwerk strebenreich, Scheune hofseitig verändert, aber städtebaulich wichtig. | 09235801 |
| Direkt Bild zu diesem Denkmal hochladen | Wohnhaus und Schuppen eines Dreiseithofes                                     | Sörnziger Straße 22 (Karte) | Um 1800                                                                                              | Ländliches Anwesen von regionalgeschichtlichem und ortsbildprägendem Wert. Kleinbauernhof, Fachwerk-Obergeschoss, Giebeldreieck verbrettert, Erdgeschoss massiv, Porphyrgewände um 1800, angestrichen, Satteldach weit vorkragend, wichtig für Ortsbild. | 09235805 |
| Direkt Bild zu diesem Denkmal hochladen | Wohnstallhaus und Seitengebäude eines kleinen Vierseithofes                   | Sörnziger Straße 23 (Karte) | Bezeichnet mit 1797                                                                                  | Fachwerkbauten von bau- und sozialgeschichtlichem Wert, städtebaulich bedeutsam. - Wohnhaus: 1797, Fachwerk-Obergeschoss, Erdgeschoss massiv, Stichbogenportal mit Schlussstein, datiert und Initiale, Porphyrgewände, teilweise zugesetzt, Fachwerk-Obergeschoss, Satteldach, weit überkragend, guter Originalzustand, wichtig für Ortsbild - Seitengebäude: Erdgeschoss massiv, Fachwerk-Obergeschoss, Satteldach weit überkragend, an Schwelle teilweise verbaut, gleiche Bauzeit wie Wohnhaus | 09235803 |
|                                         | Ehemalige Schmiede                                                            | Sörnziger Straße 25 (Karte) | Mitte 19. Jahrhundert                                                                                | Original erhaltener Massivbau von bau- und sozialgeschichtlichem Wert. Massives Gebäude, Satteldach, traufseitiger, entstellender Anbau an Hangseite, Porphyrgewände, wichtig für Ortsbild, leerstehend seit mehreren Jahren. | 09235800 |
| Direkt Bild zu diesem Denkmal hochladen | Ehemaliges Armenhaus                                                          | Sörnziger Straße 27 (Karte) | Um 1840                                                                                              | Eingeschossiger verputzter Bruchsteinbau von sozialgeschichtlicher Bedeutung. Eingeschossig, längsrechteckiger Grundriss, Porphyrgewände, Holzbrettertüren, Giebeldreieck Holzschalung, Satteldach, Bruchsteinmauerwerk verputzt, durch Hanglage und langjährigen Leerstand schlechter Bauzustand. | 09248147 |

## Spernsdorf
| Bild                                    | Bezeichnung                                                       | Lage                         | Datierung                                                                                | Beschreibung | ID       |
| --------------------------------------- | ----------------------------------------------------------------- | ---------------------------- | ---------------------------------------------------------------------------------------- | --- | -------- |
| Direkt Bild zu diesem Denkmal hochladen | Wohnstallhaus, zwei Seitengebäude und Scheune eines Vierseithofes | Zettlitzer Straße 2 (Karte)  | 2. Hälfte 19. Jahrhundert (Pferdestall und Scheune); bezeichnet mit 1853 (Seitengebäude) | Bemerkenswerter, geschlossen erhaltener Bauernhof von großer regionalgeschichtlicher Bedeutung. - Wohnstallhaus: Erdgeschoss massiv, Obergeschoss Fachwerk, Giebel Fachwerk, Krüppelwalmdach, Kreuzgratgewölbe, Porphyrsäulen, Scheune: Fachwerk, Drempel, Giebel verschiefert, Fenster erhalten - Pferdestall: Kumthalle dreijochig, Obergeschoss Fachwerk, Giebel Fachwerk, Lastenaufzug, Material Beton - Nebengebäude: Erdgeschoss massiv, Porphyrgewände, Obergeschoss Fachwerk, Giebel verschiefert, neuer Dachstuhl, Fenster erhalten, Gaupen neu | 08955088 |
| Direkt Bild zu diesem Denkmal hochladen | Wohnstallhaus und Stallscheune eines Dreiseithofes                | Zettlitzer Straße 9 (Karte)  | 2. Hälfte 18. Jahrhundert                                                                | Gutes Beispiel der Holzbauweise. - Stallscheue: Erdgeschoss massiv, Obergeschoss Fachwerk, Fenster erhalten, Porphyrgewände, Giebel Fachwerk, teilweise Fachwerk im Erdgeschoss, hofseitig kleiner Vorbau, ein Giebel massiv, (Brandgiebel), beide Traufseiten im Obergeschoss Fachwerk - Scheune: Fachwerk | 08955090 |
| Direkt Bild zu diesem Denkmal hochladen | Wohnstallhaus und Torhaus eines ortsbildprägenden Bauernhofes     | Zettlitzer Straße 11 (Karte) | Um 1800                                                                                  | Wohnstallhaus und Torhaus eines ortsbildprägenden Bauernhofes | 08955089 |

## Städten
| Bild                                    | Bezeichnung                                                                              | Lage                         | Datierung                                                                                       | Beschreibung | ID       |
| --------------------------------------- | ---------------------------------------------------------------------------------------- | ---------------------------- | ----------------------------------------------------------------------------------------------- | --- | -------- |
| Direkt Bild zu diesem Denkmal hochladen | Seitengebäude eines ehemaligen Vierseithofes                                             | Großstädtener Weg 13 (Karte) | Ende 18. Jahrhundert                                                                            | Ehemaliges Auszugshaus, landschaftstypischer Fachwerkbau mit Oberlaube, heimat- und baugeschichtlich von Bedeutung | 08955072 |
| Direkt Bild zu diesem Denkmal hochladen | Wohnstallhaus und zwei Seitengebäude eines ehemaligen Vierseithofes                      | Kleinstädtener Weg 2 (Karte) | Um 1750 (Seitengebäude); bezeichnet mit 1771 (Bauernhaus); Ende 18. Jahrhundert (Seitengebäude) | Landschaftstypische Fachwerkbauten, heimat- und baugeschichtliche Bedeutung. - Wohnstallhaus: Obergeschoss Fachwerk, großer Dachüberstand, giebelseitig verändert, Erdgeschoss Porphyrgewände, Korbbogenportale mit Schlussstein - Durchfahrtsscheune: im Obergeschoss noch zum Teil Fachwerk - Nebengebäude: Obergeschoss Fachwerk, vorkragendes Obergeschoss mit Oberlaube, dort profilierte, geschwungene Säulen, Schwelle profiliert, besonders beim Nebengebäude kräftige Fachwerkbalken | 08955073 |
| Direkt Bild zu diesem Denkmal hochladen | Wohnstallhaus                                                                            | Kleinstädtener Weg 6 (Karte) | 1673 Dendro                                                                                     | Eines der ältesten Wohnstallhäuser in Städten mit Dachstuhl und seltener profilierter Bretterdecke mit Unterzug (17. Jahrhundert), wissenschaftliche und ortsgeschichtliche Bedeutung. Zwei Geschosse, massives Erdgeschoss, Obergeschoss Fachwerk, Hofseite Garageneinbau und Fachwerk, teilweise ersetzt, DDR-Denkmalliste. | 09235849 |
|                                         | Mühlenhof mit Wohnstallhaus und Scheune und Straßenbrücke (Winkelner Mühle, Möbiusmühle) | Zur Mühle 1, 3 (Karte)       | Bezeichnet mit 1784                                                                             | Ländliche Mahl- und Schneidemühle, markantes Fachwerkgebäude, landschaftsgestaltend, ortsgeschichtlich von Bedeutung. - Wohnstallhaus: über Eck, Obergeschoss Fachwerk, profilierte Stichbogenportale mit Schlusssteinen, dort barocke Kartusche mit Mülleremblem und Bezeichnung „I AM 1784“ sowie eine zweite Bezeichnung „I A M 1782“ im Schlussstein der benachbarten Tür - große Scheune: mit durchgehender Holzkonstruktion, Fachwerk, große Tore - Straßenbrücke: Bogenbrücke mit Flügelmauern, 1884, Zufahrt zur Mühle, Rochlitzer Porphyr, darüber Bruchsteinmauerung, eingelassene Stützsäulen, Geländer neu, Brücke saniert - Historie: - erste Erwähnung 1583 Besitzer Hans von Maltitz - zwischen 1595 und 1749 im Besitz der Familie Gerstenberger - bis 1852 im Besitz der Familie Müller: dort Mühle mit zwei Gängen - nachfolgend bis 1897 Familie Lindner - 1897 Kauf durch Friedrich Emil Sparborth: Um- und Ausbau der Mühle - ab 1920 Richard Möbius: Abbruch der alten Sägemühle und Wasserrades, Einbau einer Francis-Zwillingsturbine, Neubau einer neuen Sägemühle - bis 1960 Betrieb der Mahl- und Schneidemühle mit Landwirtschaft - nach 1990 Wolfgang Möbius | 08955074 |

## Steudten
| Bild                                    | Bezeichnung | Lage                   | Datierung                                                                                            | Beschreibung | ID       |
| --------------------------------------- | --- | ---------------------- | --- | --- | -------- |
| Weitere Bilder                          | Meilenstein, später Kilometerstein | Hauptstraße (Karte)    | 1850er Jahre                                                                                         | Königlich-Sächsischer Meilenstein, Halbmeilenstein, verkehrsgeschichtlicher Wert, Sandstein mit Inschrift | 09235781 |
| Weitere Bilder                          | Sachgesamtheitsbestandteil der Sachgesamtheit Muldentalbahn, Teilabschnitt Steudten                                                          | Hauptstraße (Karte)    | 1875 (Durchlass); 1874–1876 (Personenbahnhof)                                                        | Sachgesamtheitsbestandteil der Sachgesamtheit Muldentalbahn, Teilabschnitt Seelitz, Ortsteil Steudten, mit folgenden Sachgesamtheitsteilen: Durchlass Silberbach mit Eisenbahndamm einschließlich Gleisen und Bahnhof Steudten (siehe auch Glauchau, 09306181); Sachgesamtheit mit allen Bahnanlagen, darunter Gleisanlagen mit Unter- und Oberbau, Streckenkilometrierung, Fernmelde- und Signalanlagen, Bahnstationen einschließlich aller Funktionsbauten, Wärterhäuschen, Brücken und Durchlässen in den Gemeinden Glauchau (Ortsteile Glauchau, Kleinbernsdorf, Reinholdshain, Niederlungwitz), Limbach-Oberfrohna (Ortsteile Wolkenburg-Kaufungen, Herrndorf, Uhlsdorf), Remse (Ortsteil Remse), Waldenburg (Ortsteile Niederwinkel, Oberwinkel, Waldenburg), Lunzenau (Ortsteile Lunzenau, Berthelsdorf, Cossen, Rochsburg, Göritzhain), Penig (Ortsteile Markersdorf, Penig, Amerika, Arnsdorf, Thierbach, Zinnberg), Rochlitz (Ortsteile Penna, Rochlitz; Zaßnitz), Seelitz (Ortsteile Fischheim, Seelitz, Biesern, Steudten), Colditz (Ortsteile Colditz, Lastau, Möseln, Sermuth, Zschetzsch), Grimma (Ortsteile Großbothen), für die Industrieentwicklung des Muldentals wichtige und landschaftsbildende prägende Normalspurbahn, wirtschaftsgeschichtlich, eisenbahngeschichtlich, landschaftsgestaltend sowie regionalgeschichtlich von Bedeutung. Durchlass Rundbogen, Naturstein (Gneis). | 09306175 |
| Direkt Bild zu diesem Denkmal hochladen | Stallgebäude, Wohnstallhaus, Seitengebäude und Scheune eines Vierseithofes                                                                   | Hauptstraße 1 (Karte)  | 1802                                                                                                 | Städtebaulich dominantes Bauensemble. - Stallgebäude: mit dreibogiger Kumthalle, Weinkeller, im Obergeschoss Mägdekammern, Sattelkammer mit originalen Gestellen für Sättel, Erdgeschoss massiv, Fachwerk-Obergeschoss, um 1800, Keller tonnengewölbt, Bruchstein, Porphyrfenster- und -türgewände, Stichbogenportale mit Schlusssteinen, Holzstiege, Tür im Obergeschoss, Schiebefenster, Satteldach, überkragend - Wohnhaus: 1802, Fachwerk-Obergeschoss, Erdgeschoss massiv, Porphyrtür- und Fenstergewände, weit überkragendes Krüppelwalmdach, Backofen, eingebaut - Seitengebäude: Tordurchfahrt, Fachwerk-Obergeschoss, Kammern und Bergeraum, Tür im Erdgeschoss, Erdgeschoss massiv, mit Stall und Durchfahrt, teilweise Fachwerk - Scheune: um 1800, Fachwerk, Obergeschoss auch Fachwerk, jüngere Entstehungszeit, Satteldach, zwei Bansen und Tennen, im Pferdestall Heuaufzug Satteldach, Porphyrfenster- und Türgewände | 09235806 |
| Direkt Bild zu diesem Denkmal hochladen | Wohnstallhaus, Scheune und Stallgebäude eines Vierseithofes sowie Verbindungsgang zwischen Wohnstallhaus und Scheune und alte Hofpflasterung | Hauptstraße 2 (Karte)  | Um 1800                                                                                              | Geschlossen erhaltener Bauernhof von ortsbildprägender sowie bau- und sozialgeschichtlicher Bedeutung. - Wohnhaus: Erdgeschoss massiv, mit Porphyrtür- und Fenstergewänden, Fachwerk-Obergeschoss, weit überkragendes Satteldach, Dachluke, Verbindungsgang zur Scheune Fachwerk - Scheune: Porphyrgewände an Kellereingang, zwei Bansen, Fachwerk, Satteldach weit überkragend - Stallgebäude: teilweise Fachwerk auch im Erdgeschoss, Porphyrtür- und Fenstergewände, teilweise massiv unterfahren, Fachwerk-Obergeschoss mit Schiebefenstern, im vorderen Giebelbereich massiv, vorkragendes Satteldach - alte Hofpflasterung | 09235807 |
| Direkt Bild zu diesem Denkmal hochladen | Häusleranwesen | Hauptstraße 4b (Karte) | Um 1800                                                                                              | Gut erhaltenes Fachwerkwohnhaus von baugeschichtlichem Wert. Erdgeschoss massiv, Fachwerk-Obergeschoss, Krüppelwalmdach. | 09235780 |
| Direkt Bild zu diesem Denkmal hochladen | Seitengebäude (mit Kumthalle) eines Vierseithofes                                                                                            | Hauptstraße 6 (Karte)  | 1822                                                                                                 | Ehemaliger Pferdestall mit einjochiger Kumthalle von baugeschichtlichem Wert. Pferdestall mit Kumthalle, 1822, Torbogen mit Stichbogenportal und Schlussstein, Türportal, Fachwerk-Obergeschoss verkleidet, Satteldach, ein Giebel massiv, Kumthalle zweibogig, teilweise zugesetzt, traufseitiger Anbau nicht Denkmal. | 09235793 |
| Direkt Bild zu diesem Denkmal hochladen | Wohnstallhaus, Stallgebäude und Scheune eines Vierseithofes                                                                                  | Hauptstraße 7 (Karte)  | 1. Drittel 19. Jahrhundert                                                                           | Zeittypische ländliche Wohn- und Wirtschaftsgebäude von bau- und sozialgeschichtlichem Wert. - Wohnhaus: Anfang 19. Jahrhundert, datiert „18..“, nicht lesbar, Stalltür geteilt, Stichbogenportal mit Schlussstein, Fachwerk-Obergeschoss, Eckstreben, gezapft, Satteldach, Erdgeschoss massiv, teilweise zu große Fenster, ein Giebel verkleidet - Stallgebäude: Fachwerk-Obergeschoss, Schiebefenster, Erdgeschoss massiv, Fachwerk verputzt - Scheune: Fachwerk, guter Originalzustand, Satteldach | 09235791 |
| Direkt Bild zu diesem Denkmal hochladen | Wohnstallhaus mit angebautem Schuppen | Hauptstraße 9a (Karte) | Mitte 18. Jahrhundert                                                                                | Bau- und sozialgeschichtlich sowie städtebaulich bedeutsam | 09235810 |
| Direkt Bild zu diesem Denkmal hochladen | Pferdestall, ehemaliges Wohnstallhaus, Seitengebäude und Fohlenstall eines Vierseithofes                                                     | Hauptstraße 11 (Karte) | Bezeichnet mit 1708 (altes Wohnstallhaus); um 1800 (Seitengebäude und Schuppen); nach 1800 (Scheune) | Geschlossen erhaltener Bauernhof von bau- und sozialgeschichtlichem Wert. - Stallgebäude: dreibogige Kumthalle, um 1800, Fachwerk-Obergeschoss, Erdgeschoss massiv, Satteldach - Scheune: Fachwerk Drempel, flaches Satteldach, nach 1800 - Verbindungsbau, kleines Stallgebäude: Zwischenbau ursprünglich Fohlenstall, Fachwerk-Obergeschoss, Erdgeschoss massiv, Satteldach - ehemaliges Wohnstallhaus: 1708, datiert am Türportal, Fachwerk-Obergeschoss, weit überkragendes Satteldach, Erdgeschoss massiv mit Porphyrgewänden, zwei Achsen Giebelseite, steiles Satteldach - Seitengebäude: einfach stehender Stuhl, geblattete Kopfbänder, Kehlbalken in Sparren gezapft | 09235809 |
| Direkt Bild zu diesem Denkmal hochladen | Scheune und zwei Seitengebäude eines ehemaligen Vierseithofes                                                                                | Hauptstraße 12 (Karte) | Um 1800                                                                                              | Von großer hausgeschichtlicher Bedeutung (insbesondere des straßenseitig angeordneten, sehr alten Fachwerkhauses mit erhaltener Oberlaube). - Seitengebäude: mit zweibogiger Oberlaube, geblattete Kopfstreben, Erdgeschoss Fachwerk, Fachwerk-Obergeschoss, Giebeldreieck verbrettert, Satteldach weit überkragend, alle Holzverbindungen geblattet, Oberlaube kragt weit über, Treppe im Laubengangbereich - Seitengebäude: Erdgeschoss massiv, Garageneinbau, Porphyrtür- und Fenstergewände, Fachwerk-Obergeschoss, kleine Schiebefenster, Satteldach - Scheune: eingeschossig, Satteldach, um 1800, Dachkonstruktion - Stallgebäude: stehender Dachstuhl, Kehlbalken, Holzverbindungen geblattet, Sparren weit auseinanderliegend, Windverband, Fachwerk im Obergeschoss nur verbrettert, im Giebeldreieck Fußstreben, Dachraum Schwartenbelag mit Lehmstrich | 09235808 |

## Winkeln
| Bild                                    | Bezeichnung                                                                    | Lage                              | Datierung                      | Beschreibung | ID       |
| --------------------------------------- | ------------------------------------------------------------------------------ | --------------------------------- | ------------------------------ | --- | -------- |
| Direkt Bild zu diesem Denkmal hochladen | Bogenbrücke                                                                    | (Flurstück 133) (Karte)           | 1824                           | Porphyrquadermauerung, traditionelle Steinbogenbrücke, erstreckt sich auch in die Gemeinde Königshain-Wiederau, Gemarkung Topfseifersdorf, verkehrs- und ortsgeschichtlich von Bedeutung. Inschrift „Topfseifersdorf 1824“, beidseitig gleich, saniert. | 08955093 |
| Direkt Bild zu diesem Denkmal hochladen | Landschaftstypisches Wohnstallhaus mit Backofen                                | Zschoppelshainer Straße 2 (Karte) | Bezeichnet mit 1838            | Zustand: leicht baufällig, nach Information der Unteren Denkmalbehörde Mittweida besitzt das Fachwerkhaus die Nummer 2, ein Neubau auf dem gleichen Grundstück besitzt die Nummer 8. | 08955075 |
| Direkt Bild zu diesem Denkmal hochladen | Wohnstallhaus, Seitengebäude und Scheune sowie Toreinfahrt eines Dreiseithofes | Zschoppelshainer Straße 3 (Karte) | Bezeichnet mit 1838 (Türsturz) | Gut erhaltener Dreiseithof mit Toreinfahrt. - Wohnstallhaus: Obergeschoss Fachwerk, Erdgeschoss massiv, Porphyrgewände, Krüppelwalmdach, mittig hofseitig ehemaliger Lastenaufzug, Schiefereindeckung, Giebel verschiefert - Nebengebäude: massiv, Krüppelwalmdach, Porphyrgewände - Scheune: massiv, Krüppelwalmdach, hofabgewandte Seite Fachwerk, Giebel verschiefert - Toreinfahrt: Torpfeiler mit Kugelbekrönung | 08955076 |

## Zetteritz
| Bild                                    | Bezeichnung                                                                      | Lage                      | Datierung                 | Beschreibung | ID       |
| --------------------------------------- | -------------------------------------------------------------------------------- | ------------------------- | ------------------------- | --- | -------- |
|                                         | Wohnstallhaus, ehemaliges Stallgebäude und Scheune mit Anbau eines Dreiseithofes | Hohlweg 10 (Karte)        | 1. Hälfte 19. Jahrhundert | Gut gepflegter Hof, integrativer Bestandteil des Ortsbildes. - Wohnstallhaus: Obergeschoss Fachwerk, Erdgeschoss mit gekehlten Gewänden, Tür mit gerader, profilierter Bedachung - Schweinestall: Drempel und Giebel Fachwerk - Durchfahrtsscheune: Fachwerk, daran kleiner eingeschossiger Anbau ganz Fachwerk (ehemaliger Maschinenschuppen) | 08955066 |
|                                         | Wegestein                                                                        | Naundorfer Straße (Karte) | 19. Jahrhundert           | Porphyr, erneuert, verkehrshistorisch von Bedeutung | 09300041 |
| Direkt Bild zu diesem Denkmal hochladen | Häuslerhaus                                                                      | Teichstraße 6 (Karte)     | Um 1800                   | Fachwerkbau, heimatgeschichtlich von Bedeutung. - Wohnhaus: schmaler Baukörper mit steilem Satteldach, Obergeschoss Fachwerk mit sehr kleinen Fenstern, Giebel verkleidet, Winterfenster. Reste von Fachwerk im Untergeschoss, Türgewände aus Holz - kleine Scheune (Abbruch genehmigt): Fachwerk                                              | 08955068 |
| Direkt Bild zu diesem Denkmal hochladen | Wohnstallhaus eines Zweiseithofes                                                | Teichstraße 31 (Karte)    | 1. Hälfte 19. Jahrhundert | Regionaltypischer Fachwerkbau, heimatgeschichtlich von Bedeutung. Ortsbildprägende Lage am Hang, kaum verändert. Obergeschoss Fachwerk, allseitig verkleidet, Krüppelwalmdach, Erdgeschoss Bruchsteinmauerwerk. | 08955069 |

## Zöllnitz
| Bild                                    | Bezeichnung                                                                                                | Lage                         | Datierung                                                          | Beschreibung | ID       |
| --------------------------------------- | --- | ---------------------------- | ------------------------------------------------------------------ | --- | -------- |
|                                         | Denkmalschutzgebiet Ortslage Zöllnitz (Vorschlag)                                                          | (Zöllnitz) (Karte)           | 18. / 19. Jahrhundert                                              | Denkmalschutzgebiet Ortslage Zöllnitz (Vorschlag) | 09300382 |
| Direkt Bild zu diesem Denkmal hochladen | Wohnhaus, Seitengebäude und kleine Scheune eines Zweiseithofes                                             | Zöllnitzer Straße 1 (Karte)  | Um 1800                                                            | Bau- und sozialgeschichtlicher Wert, bedeutsam als Teil eines gut erhaltenen ehemaligen Rundweilers. - Wohnhaus: Fachwerk-Obergeschoss, verkleidet bzw. verputzt, Erdgeschoss massiv, Fenstergewände um 1800, Krüppelwalmdach, hofseitig vorkragend - Seitengebäude: rückwärtige Traufseite auch im Erdgeschoss Fachwerk, ansonsten Erdgeschoss massiv, Fachwerk-Obergeschoss verkleidet bzw. verputzt - Scheune: massiv | 09235768 |
| Direkt Bild zu diesem Denkmal hochladen | Seitengebäude, im Winkel gebaut, ursprünglich mit Oberlaube, und zweites Seitengebäude eines Vierseithofes | Zöllnitzer Straße 2 (Karte)  | 1735                                                               | Bau- und sozialgeschichtlicher Wert, städtebaulich bedeutsam als Teil eines gut erhaltenen ehemaligen Rundweilers. - Seitengebäude: 1735 am Türstock datiert, hölzerner Türstock, Ständer am Laubengang gebaucht und verziert mit Blattsassen, Oberlaube zugesetzt, gezapfte Streben, Tür im Obergeschoss, Satteldach, im Dach eine Hängesäule, Erdgeschoss massiv - angebauter Hausteil: Erdgeschoss massiv, Fachwerk-Obergeschoss verkleidet bzw. verputzt, Satteldach, um 1800, Porphyrfenster- und -türgewände | 09235794 |
| Direkt Bild zu diesem Denkmal hochladen | Seitengebäude und Scheune eines Dreiseithofes                                                              | Zöllnitzer Straße 6 (Karte)  | Um 1800                                                            | Bauhistorisch bedeutsam. - Seitengebäude: zwei Anbauten, Satteldach, Fachwerk-Obergeschoss, Erdgeschoss massiv, Schiebefenster, Tür im Obergeschoss - Scheune: Fachwerk, komplett erhalten, Satteldach, am Seitengebäude ursprünglich Backhausanbau, Anbau noch vorhanden, Backofen fehlt Wohnhaus: nicht Denkmal, war Umgebindehaus laut mündlicher Überlieferung | 09235772 |
| Direkt Bild zu diesem Denkmal hochladen | Seitengebäude eines Dreiseithofes                                                                          | Zöllnitzer Straße 7 (Karte)  | Um 1800                                                            | Bauhistorisch bedeutsam. Eventuell Auszüglerhaus mit Wohnung im Obergeschoss, Schiebefenster, Fachwerk-Obergeschoss, Erdgeschoss teilweise massiv, Türportal Porphyr, vergrößert, Satteldach. | 09235770 |
| Direkt Bild zu diesem Denkmal hochladen | Stallgebäude und Seitengebäude eines Vierseithofes                                                         | Zöllnitzer Straße 9 (Karte)  | Um 1800                                                            | Bauhistorisch bedeutsam | 09235771 |
| Weitere Bilder                          | Mühlenhof bestehend aus altem Mühlengebäude, Lagergebäude und Scheune                                      | Zöllnitzer Straße 11 (Karte) | Um 1700 (Müllerwohnhaus); um 1800 (Seitengebäude); um 1910 (Lager) | Seit dem 14. Jahrhundert bekannter Mühlenstandort, vollständig erhaltener Mühlenhof einer Wassermühle im ländlichen Raum mit markanten Fachwerkbauten von orts- und regionalgeschichtlicher Bedeutung. - Lagergebäude: Fachwerk-Obergeschoss, Erdgeschoss massiv, Satteldach, um 1910, angebaut - alte Mühlengebäude: Sockelbereich massiv, Kellereingang Porphyr, Fachwerk im Obergeschoss und Erdgeschoss, vermutlich Fachwerk-Obergeschoss Mitte 18. Jahrhundert erneuert, Erdgeschoss Fachwerk mit geblatteten Kopfstreben und Hakenblatt, vermutlich um 1700, Satteldach, ein Giebel verkleidet - Scheune: Fachwerk, Sockelbereich massiv, Türportal Porphyr, Keller, vor 1800, ein Giebel verkleidet | 09235774 |

## Zschaagwitz
| Bild                                    | Bezeichnung                                                         | Lage                           | Datierung | Beschreibung | ID       |
| --------------------------------------- | ------------------------------------------------------------------- | ------------------------------ | --- | --- | -------- |
| Direkt Bild zu diesem Denkmal hochladen | Zwei Wohnstallhäuser, Pferdestall und Scheune eines Vierseithofes   | Geringswalder Straße 4 (Karte) | Bezeichnet mit 1821 (Bauernhaus); 1. Hälfte 19. Jahrhundert (Scheune); 2. Hälfte 19. Jahrhundert (Bauernhaus und Seitengebäude) | Gut erhaltener Bauernhof. - Wohnstallhaus: Erdgeschoss massiv, Obergeschoss Fachwerk, Porphyrgewände, Krüppelwalmdach, Giebel massiv, Lastenaufzug - Wohnstallhaus: Erdgeschoss massiv, Obergeschoss Fachwerk, Porphyrgewände, Krüppelwalmdach, Giebel verschiefert - Pferdestall: Erdgeschoss massiv, Obergeschoss Fachwerk, ehemaliger Lastenaufzug, Kumthalle dreijochig, Porphyrsäulen, Giebel massiv - Scheune: Fachwerk, Giebel verbrettert Fenster aller Gebäude erhalten. | 08955091 |
| Direkt Bild zu diesem Denkmal hochladen | Seitengebäude (mit Kumthalle) und zwei Scheunen eines Vierseithofes | Geringswalder Straße 7 (Karte) | Um 1850 (Scheune); 2. Hälfte 19. Jahrhundert (Seitengebäude)                                                                    | Traditionelle ländliche Wirtschaftsgebäude eines landschaftstypischen Bauernhofes, baugeschichtlich von Bedeutung. - Pferdestall: Erdgeschoss massiv, Kumthalle, Obergeschoss Fachwerk, Giebel verblendet, Fenster erhalten, Porphyrgewände, Kumthalle dreijochig mit gedrungenen Säulen - Scheune: Fachwerk, Drempel, zwei Tore Nebengebäude (Scheune): Fachwerk in Erdgeschoss und Obergeschoss, Krüppelwalmdach, Fenster teilweise erhalten, Giebel verbrettert, hofabgewandte Seite Fachwerk | 08955092 |
| Direkt Bild zu diesem Denkmal hochladen | Wohnstallhaus, Scheune und zwei Nebengebäude eines Vierseithofes    | Geringswalder Straße 9 (Karte) | Um 1850 (Seitengebäude und Scheune); bezeichnet mit 1853 (Bauernhaus)                                                           | Entscheidend straßen- und ortsbildprägende Wirkung. - Wohnstallhaus: Erdgeschoss und Giebel massiv mit Porphyrgewänden, beachtliche Giebelgliederung mit Palladiomotiv, profilierte Türbedachung, Obergeschoss Fachwerk, verkleidet, zwei übereinanderliegende Dachhechte, Krüppelwalmdach - Nebengebäude (Stallscheune): Erdgeschoss massiv, Obergeschoss Fachwerk, ein Giebel massiv - Scheune: teils Fachwerk, teils massiv, Krüppelwalmdach - Nebengebäude mit Wohnmöglichkeit: Erdgeschoss Porphyrgewände, profilierter Türsturz, originale Tür, Obergeschoss Fachwerk, verkleidet, Giebel verbrettert, Krüppelwalmdach | 08955080 |

## Ehemalige Denkmäler

### Ehemaliges Denkmal (Kolkau)
| Bild                                    | Bezeichnung    | Lage               | Datierung | Beschreibung                                                                                             | ID       |
| --------------------------------------- | -------------- | ------------------ | --------- | --- | -------- |
| Direkt Bild zu diesem Denkmal hochladen | Häusleranwesen | Am Hain 12 (Karte) | Um 1700   | Sehr altes Fachwerkwohnhaus von großer hausgeschichtlicher Bedeutung. Zwischen 2018 und 2020 abgerissen. | 09299690 |

### Ehemaliges Denkmal (Sörnzig)
| Bild                                    | Bezeichnung                               | Lage               | Datierung | Beschreibung | ID       |
| --------------------------------------- | ----------------------------------------- | ------------------ | --------- | --- | -------- |
| Direkt Bild zu diesem Denkmal hochladen | Schuppen eines Bauernhofes und Bergkeller | Am Ring 25 (Karte) | Um 1800   | Kleinbauerngut, sozialgeschichtlich bedeutsam. Fachwerk, Giebeldreieck verbrettert, Satteldach, Keller mit rundbogigem Portal, datiert mit Initiale. Zwischen 2017 und 2024 aus der Denkmalliste gestrichen. | 09235804 |

### Ehemaliges Denkmäler (Städten)
| Bild                                    | Bezeichnung                                                                         | Lage                         | Datierung                       | Beschreibung | ID       |
| --------------------------------------- | ----------------------------------------------------------------------------------- | ---------------------------- | ------------------------------- | --- | -------- |
|                                         | Großes Wohnstallhaus, Durchfahrtsscheune und zwei Seitengebäude eines Vierseithofes | Großstädtener Weg 8 (Karte)  | Ende 18. Jahrhundert            | Bemerkenswertes, ortsbildprägendes Ensemble. Wohnstallhaus Obergeschoss Fachwerk, Krüppelwalmdach, korbbogiger Türsturz mit Schlussstein, Sternrippengewölbe im Eingangsbereich, Durchfahrtsscheune Obergeschoss Fachwerk, Dachhecht und Gaupe, Porphyrgewände, Krüppelwalm, Nebengebäude Obergeschoss Fachwerk, Krüppelwalmdach. Scheune trotz ruinösen Zustands noch Denkmal wegen Vollständigkeit der Hofanlage. Zwischen 2017 und 2024 aus der Denkmalliste gestrichen, teilweise zwischen 2009 und 2016 abgerissen. | 08955070 |
| Direkt Bild zu diesem Denkmal hochladen | Wohnstallhaus                                                                       | Großstädtener Weg 14 (Karte) | Bezeichnet mit 1835 im Türsturz | Obergeschoss Fachwerk, traditionelles großes sächsisches Bauernhaus. Obergeschoss Fachwerk, Giebel verschiefert, Dachüberstand, gerader, profilierter Türsturz. Zwischen 2017 und 2024 aus der Denkmalliste gestrichen. | 08955071 |

### Ehemalige Denkmäler (Zetteritz)
| Bild                                    | Bezeichnung         | Lage                   | Datierung                 | Beschreibung | ID       |
| --------------------------------------- | ------------------- | ---------------------- | ------------------------- | --- | -------- |
| Direkt Bild zu diesem Denkmal hochladen | Wohnhaus            | Hohlweg 4 (Karte)      | 1. Hälfte 19. Jahrhundert | Gut im denkmalpflegerischen Sinn erhaltenes typisch sächsisches Bauernhaus, baugeschichtlich von Bedeutung. Obergeschoss Fachwerk, Giebel verbrettert, Erdgeschoss gekehlte Fenstergewände. Vor 2009 abgerissen. | 08955065 |
| Direkt Bild zu diesem Denkmal hochladen | Ländliches Wohnhaus | Teichstraße 21 (Karte) | Um 1800                   | Relativ gut erhaltenes Haus mit etwas verändertem Fachwerk-Obergeschoss Fachwerk, Giebel verschiefert, Winterfenster, teils Frackdach. Zwischen 2017 und 2024 aus der Denkmalliste gestrichen.                   | 08955067 |

### Ehemaliges Denkmal (Zöllnitz)
| Bild                                    | Bezeichnung                       | Lage                        | Datierung   | Beschreibung | ID       |
| --------------------------------------- | --------------------------------- | --------------------------- | ----------- | --- | -------- |
| Direkt Bild zu diesem Denkmal hochladen | Seitengebäude eines Zweiseithofes | Zöllnitzer Straße 5 (Karte) | 1725 Dendro | Bauhistorisch bedeutsam. - Stallgebäude: Oberlaube, dreibogig, zugesetzt, ebenfalls Raum für Lagerzwecke vorkragend, Oberlaube also nur teilweise, Erdgeschoss teilweise massiv Ziegelmauerwerk, Pferdestall und Schweinestall und Hühnerstall, 1776 am Türstock datiert, Backofen im Erdgeschoss, an Schwelle bei Oberlaube abgefast, kielbogenartig, Oberlaube zugesetzt, Ständer an Oberlaube balusterartig ausgebildet, Backofen Lehm, Fachwerk auch teilweise im Erdgeschoss erhalten - Wohnhaus (Wohnhaus 2004 abgebrochen): 1809, mit geteilter Haustür, Fachwerk-Obergeschoss, Erdgeschoss teilweise massiv, teilweise Fachwerk, massiver Teil in Bruchstein, einfache Konstruktion, Stichbogenportal mit Schlussstein, bezeichnet mit „Nummer 5, GH 1809“, Porphyr, Stallbereich Bruchstein Zwischen 2017 und 2024 aus der Denkmalliste gestrichen. | 09235769 |

## Tabellenlegende
- Bild: Bild des Kulturdenkmals, ggf. zusätzlich mit einem Link zu weiteren Fotos des Kulturdenkmals im Medienarchiv Wikimedia Commons. Wenn man auf das Kamerasymbol klickt, können Fotos zu Kulturdenkmalen aus dieser Liste hochgeladen werden:
- Bezeichnung: Denkmalgeschützte Objekte und ggf. Bauwerksname des Kulturdenkmals
- Lage: Straßenname und Hausnummer oder Flurstücknummer des Kulturdenkmals. Die Grundsortierung der Liste erfolgt nach dieser Adresse. Der Link (Karte) führt zu verschiedenen Kartendiensten mit der Position des Kulturdenkmals. Fehlt dieser Link, wurden die Koordinaten noch nicht eingetragen. Sind diese bekannt, können sie über ein Tool mit einer Kartenansicht einfach nachgetragen werden. In dieser Kartenansicht sind Kulturdenkmale ohne Koordinaten mit einem roten bzw. orangen Marker dargestellt und können durch Verschieben auf die richtige Position in der Karte mit Koordinaten versehen werden. Kulturdenkmale ohne Bild sind an einem blauen bzw. roten Marker erkennbar.
- Datierung: Baubeginn, Fertigstellung, Datum der Erstnennung oder grobe zeitliche Einordnung entsprechend des Eintrags in der sächsischen Denkmaldatenbank
- Beschreibung: Kurzcharakteristik des Kulturdenkmals entsprechend des Eintrags in der sächsischen Denkmaldatenbank, ggf. ergänzt durch die dort nur selten veröffentlichten Erfassungstexte oder zusätzliche Informationen
- ID: Vom Landesamt für Denkmalpflege Sachsen vergebene, das Kulturdenkmal eindeutig identifizierende Objekt-Nummer. Der Link führt zum PDF-Denkmaldokument des Landesamtes für Denkmalpflege Sachsen. Bei ehemaligen Kulturdenkmalen können die Objektnummern unbekannt sein und deshalb fehlen bzw. die Links von aus der Datenbank entfernten Objektnummern ins Leere führen. Ein ggf. vorhandenes Icon  führt zu den Angaben des Kulturdenkmals bei Wikidata.

## Ausführlicher Denkmaltext
1. ↑  Einzeldenkmale der Sachgesamtheit St.-Annen-Kirche und Kirchhof Seelitz:
  - Kirche: Sehr stattlicher Emporensaal, anstelle einer romanischen Kirche errichtet um 1516 (bezeichnet am südwestlichen Strebepfeiler) und 1529 (bezeichnet am Turmfenster), als ehemalige Kirche einer „Urpfarrei“ Wallfahrtsstätte von außergewöhnlicher Größe für eine Dorfkirche. Unter Leitung von Johann Michael Mäßig aus Wiederau Umgestaltung des Innern sowie Abschluss von Turm und Dachreiter 1769–1772. Entfernung einiger Patronatslogen 1954, Restaurierung 1957–1961 (Turm und Decke), 1976 (dabei im Chor Freilegung der Ausmalung von 1713) und 1980. Verputzter Bruchsteinbau mit Porphyrgliederungen. Der Grundriss ähnlich der Kunigundenkirche in Rochlitz: breit gelagerter Saal, der stark eingezogene Chor mit 5/8-Schluss, Strebepfeiler. Der eingestellte Westturm im Kern vielleicht romanisch, der oktogonale Abschluss mit Laterne und Zwiebel. An der Westseite großes Spitzbogenportal mit verschränktem Stabwerk, am Rippenansatz zwei Wappen. Kleine Anbauten im Winkel zwischen Chor und Saal. Über dem Chor schlanker hoher Dachreiter. Die saalhohe Turmhalle rippengewölbt, hoher Spitzbogen zum Innenraum. Dieser auffallend hoch, geprägt von der sehr einheitlichen, überwiegend in Weiß und Blau sowie marmoriert gefassten Ausstattung. An der flachen Decke aufgelegte Rocailleschnitzereien (darüber noch die ebenfalls marmoriert gefasste Holzbalkendecke erhalten). Dreigeschossige Emporen an der Nord- und Südseite, die Orgelempore konvex. Hoher Spitzbogen mit schmalem gemaltem Rankenfries (ebenso über den Chorfenstern) zum Chor, dieser mit Netzgewölbe, die Rippen marmoriert gefasst.
    - In den Anbauten an der Nord- und Südseite zweigeschossige verglaste Einbauten für Patronatslogen der Familien von Kolkau und Döhlen sowie für die Sakristei. Die Prospekte mit Pilastergliederung und großen geschnitzten Rocaillekartuschen. Altar, Kanzel und Traufe 1770–1774 von Johann Gottfried Stecher aus Penig.
    - Hoher architektonischer Altaraufbau, signiert und bezeichnet mit 1771: über mächtigem Sockel korinthischer Säulenaufbau, im Mittelfeld lebensgroßes Kruzifix, hinterfangen von der gemalten Darstellung von Golgatha, seitlich die Apostel Johannes und Petrus, auf dem stark verkröpften Gebälk Strahlengloriole, seitlich zwei Putten mit den Leidenswerkzeugen.
    - Hölzerne, marmoriert gefasste Kanzel auf hoher Porphyrsäule, auf dem Schalldeckel stehende Schnitzfigur der Fides.
    - Überaus reich in Rokokoformen geschnitzte Lesepult-Taufe in Vasenform von 1774, weiß und gold gefasst.
    - Porphyrtaufe mit gotisierendem Maßwerk, bezeichnet mit 1555 (der Fuß erneuert).
    - Spätgotischer Annenaltar, Anfang 16. Jahrhundert (1888 und 1987–1997 restauriert): im Schrein Sitzgruppe der Anna Selbdritt, in den Flügeln in je zwei Reihen übereinander eine Heilige und Katharina, darunter Petrus und Paulus sowie Barbara und Maria Magdalena, darunter ein Apostel und Johannes d. T. Auf den Rückseiten in Resten erhaltene gemalte Darstellung der Anbetung der Könige.
    - Zwei spätgotische Schnitzfiguren, Madonna und Anna Selbdritt, Anfang 16. Jahrhundert.
    - Große Orgel, die ganze Breite des Spitzbogens einnehmend, 1907 von Schmeisser, im Gehäuse der Vorgängerorgel von Carl Gottlob Häcker.
    - Zahlreiche Grabdenkmäler aus Porphyr, 16.–18. Jahrhundert, zum Teil mit Wappen oder ganzfigurigen Darstellungen.

  - Kriegerdenkmal: Wand mit steinernen Inschrifttafeln, jeweils für die zum Kirchspiel gehörenden Dörfer Kolkau, Pürsten, Trebsdorf, Beedeln, Steudten, Zetterik, Stoebnig, Neuwerden, Köttern, Seelitz und Dorlen (?).
  - Grabmal Familie Anders Jentzsch: Altbauer Arthur Jentzsch (1906–1964), typische Bauerngrabstätte mit rundem Flachrelief mit Abbildung von Pferd und Pflug vor untergehender Sonne.
  - kleines Friedhofsgebäude
  - anonymes Grab in Form eines Baumstumpfes
  - Pfarrergräber und Kantorengräber (nahe Pfarrhaus): Kantor Bruno Kretzschmar, Dr. Hermann Wolfram, Pfarrer, Grabplatte für Pfarrer Georg Lechla, verst. 1657, Grabplatte für die Ehefrau des Pfarrers Georg Lechla, Frau Dorothea Lechla, verst. 1641, Pfarrer Weißflog sowie nicht lesbare Pastorengräber.